# Joaquim Nogueira

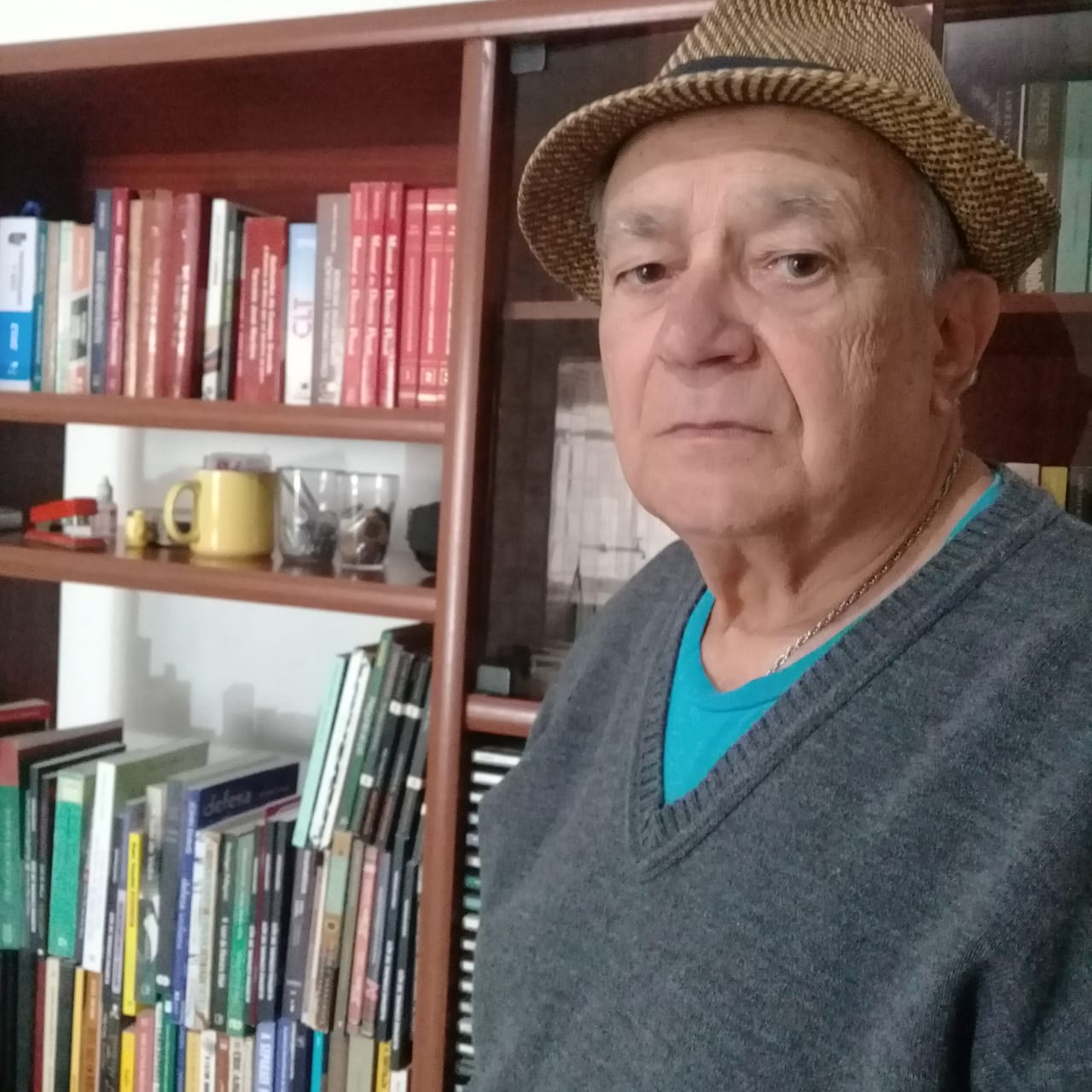
Escritor policial Joaquim Nogueira. Foto de Miranir Lilomar.

Joaquim Nogueira Costa (Sena Madureira, Acre, 18 de maio de 1940), conhecido literariamente como Joaquim Nogueira, é um escritor brasileiro de romances policiais, foi advogado e delegado de polícia, estreou na literatura em 2001 com o elogiado romance policial Informações Sobre a Vítima. Seu personagem principal é o investigador Venício.

## Biografia
Nascido em Sena Madureira, interior do Acre, 1940, filho de pai seringueiro e mãe costureira, estudou em colégio de freira e grupo escolar público para concluir o primário. Em 52, a família se transferiu para a capital do Acre, Rio Branco, e ele entrou para o ginásio no tradicional Colégio Acreano. Em sua biblioteca conheceu a obra de alguns ícones literários brasileiros – Machado de Assis, Aluísio Azevedo, Coelho Neto, Humberto de Campos. Apaixonou-se então pela literatura. Além de Sena Madureira e Rio Branco, morou em Manaus, Belém do Pará, Rio de Janeiro (cidade), indo para São Paulo (cidade) em 1960.
Estreou na literatura de ficção em 2001, aos 61 anos de idade, com a obra Informações sobre a vítima, publicada na "Série Policial" da Companhia das Letras. Antes disso foi servente de pedreiro, pintor de paredes, auxiliar de escritório, bancário, oficial de justiça e delegado no 38. Distrito Policial, na Vila Amália, distrito de Cachoeirinha, Zona Norte de São Paulo, onde acumulou muita convivência com pessoas que figuram em seus livros, como escrivães, investigadores, delegados, carcereiros, PMs, presos e informantes..

### Estilo literário
Joaquim Nogueira é advogado formado pela USP e delegado aposentado, o que o credencia a falar de um mundo ao qual a elite intelectual não tem acesso (sem preconceitos, apenas a dura realidade). Embora leitor inveterado da literatura policial universal, Joaquim Nogueira, longe de se deixar influenciar por ela, cria seu próprio estilo original embebido de nossa realidade tupiniquim.
Tem escrito contos, crônicas e resenhas, que publicou em órgãos diversos – Folha de S.Paulo, Editora Record, Editora DBA. Continua morando em São Paulo.

## Obras

### Série do Investigador Venício
- Informações sobre a Vítima (São Paulo: Companhia das Letras, 2002)
- Vida Pregressa (São Paulo: Companhia das Letras, 2003)
- Algemas Comuns, de Aço (São Paulo: Scortecci Editora, 2020)

### Livros isolados
- Homem ao Mar (São Paulo: Miró Editorial, 2011)